# Valore (economia)
In economia, il valore è il concetto che identifica la quantità di denaro (o dell'unità di scambio in uso nel sistema economico di riferimento), o comunque di merce, alla quale un bene o un servizio possono essere scambiati (rispettivamente ceduto ed acquisito dal venditore e dal compratore).
Il valore è l'oggetto tipico delle operazioni di stima (tipicamente espresse con la produzione di una perizia), con le quali si cerca in genere di determinare il più probabile valore venale in comune commercio di un dato bene o servizio, ed è intimamente legato al concetto di utilità. Ciò che si ricerca nelle stime è dunque quella quantità di denaro (o dell'unità di scambio in uso - pensiamo ad esempio alle note conchiglie di certe società caratterizzate da estrema semplicità; tale unità può ben essere rappresentata da merce, come nel caso del baratto) al quale è più probabile che possano incontrarsi la domanda e l'offerta (avendosi per effetto lo scambio del bene o servizio contro la moneta, o comunque contro l'unità di scambio). La creazione di nuovo valore passa attraverso un processo di innovazione ovvero di creazione di nuova utilità.

## Descrizione

### Il valore di scambio
Il criterio soggettivo per determinare il valore di un bene è riferito al mercato di scambio e lo intende precisamente come quella quantità di denaro al quale è possibile che domanda e offerta si incontrino perfezionando lo scambio; il valore di un bene o di un servizio (o di una prestazione di rilevanza economica) è cioè il prezzo al quale è possibile che sia rispettivamente venduto ed acquistato, ovvero il punto d'incontro della domanda e dell'offerta.
(Karl Marx, Per la critica dell'economia politica, trad. it. di E. Cantimori Mezzomonti, introd di M. Dobb, Roma: Editori Riuniti, 1976.  pag. 14)
Quantunque si possa registrare una certa confusione nel parlare comune, retaggio di un'antica indifferenziata considerazione anche presso gli economisti di qualche secolo fa, il valore non è affatto coincidente con il prezzo, che rappresenta solo la quantificazione iniziale dell'offerta da parte del venditore, bensì è il frutto della composizione della curva della domanda con quella dell'offerta. Tale composizione può essere del tutto teorica e potrebbe anche non produrre, nei fatti, uno scambio.

### Il valore d'uso
Il criterio oggettivo per stabilire il valore di un bene è quello di stabilirne l'utilità o valore d'uso. In questo caso, anziché riferirsi al mercato dello scambio, nel quale si prendono in considerazione tanto le esigenze di chi vende quanto quelle di chi compra (almeno in teoria, come si è visto), riguarda invece più direttamente l'ottica economica di chi utilizza, o ha l'esigenza di procurarsi, la disponibilità di un bene o di un servizio (e solo indirettamente, in quanto interessato a coprire tale fabbisogno, anche di chi desidera vendere prodotti adatti a soddisfare quella esigenza). Si tratta del valore d'uso, che classicamente si intende come la capacità (numericamente quantificabile come per il valore di scambio) di un bene o di un servizio di soddisfare un dato fabbisogno, o tout-court il valore di utilità.

### Il valore di stima
È la quantità di moneta che viene attribuita a tutti quei beni o diritti reali che, per la loro rarità o irriproducibilità, non hanno degli equivalenti sul mercato. Si giunge alla sua determinazione attraverso il metodo comparativo.

### Teorie del valore
La teorizzazione del concetto di valore, storicamente precedente, diede luogo allo sviluppo di una teoria del valore, dalla quale si fece discendere una derivata teoria dei prezzi; la teoria del valore si era spinta ad analizzare in senso soggettivo l'utilità marginale che l'acquirente poteva singolarmente ottenere dall'acquisizione del bene, essendo presto avvicendata dalla teoria soggettiva del valore. Gli sviluppi di questa, però, condussero ad una perdita di interesse verso l'aspetto psicologico e motivazionale dell'acquirente, per fondersi più concretamente verso studi focalizzati sulla massa degli acquirenti, i cui andamenti erano più stabilmente prevedibili. Di qui lo spostamento dell'attenzione dal valore al prezzo. Attualmente, secondo diversi analisti, la teoria dei prezzi avrebbe assunto un ruolo di centralità (e forse di essenzialità) nella teorizzazione economica generale.